# André Thirion
André Thirion, né le 18 avril 1907 à Baccarat et mort le 4 janvier 2001 à Levallois-Perret, est un écrivain français, membre du groupe des surréalistes, théoricien et militant politique, résistant.

## Biographie
Après avoir été syndicaliste, il devint communiste, parti auquel il adhéra en 1925. Son caractère le mène vers le groupe des surréalistes qu'il intègre en 1928. Ami de Louis Aragon et Georges Sadoul, il participe aux activités des surréalistes entre 1928 et 1934. Sa photo compose le cadre de l'œuvre de René Magritte, Je ne vois pas la [femme] cachée dans la forêt (1928). Il y figure en dixième position en partant, dans le sens des aiguilles d'une montre, du coin supérieur gauche. En novembre 1930, avec André Breton, il rédige les statuts de l' A.A.E.R. (Association des artistes et écrivains révolutionnaires) que le parti communiste français reprend à son compte, en 1932, en changeant l'acronyme en A.E.A.R. et en excluant les surréalistes.
Publié en 1972, sous le titre Révolutionnaires sans révolution, son témoignage se « double sans cesse d'un commentaire critique qui ravive la pensée surréaliste en même temps qu'il en corrige les illusions. » Il participe à la revue Le Surréalisme au service de la révolution, appuie le film de Luis Buñuel et Salvador Dalí l'Âge d'or. Il s'éloigne du communisme durant les années 1930. Il milite contre Aragon lors de son départ du surréalisme vers le Parti Communiste Français en 1932.
André Thirion adhère en 1934 à la Section française de l'Internationale ouvrière (SFIO), et il participe au courant Bataille socialiste. 
Durant la Seconde Guerre mondiale, il intègre la Résistance intérieure française. Il est membre du mouvement Ceux de la Résistance. De 1945 à 1953, il est conseiller municipal de Paris, inscrit au groupe du Rassemblement du peuple français.
Il meurt le 4 janvier 2001 à Levallois-Perret..

## Œuvre
Son œuvre se divise en deux groupes : le premier est constitué d'ouvrages autobiographiques ; l'autre de romans politiques et érotiques.
Révolutionnaires sans révolution est l'œuvre principale du premier groupe. C'est une autobiographie qui relate cette période et analyse le groupe des surréalistes.

### Textes autobiographiques
- Révolutionnaires sans révolution,1972 (Prix Roger-Nimier)
- Révisions déchirantes, 1987

### Romans
- Le Grand Ordinaire, 1943, publié clandestinement par Robert Godet, illustration de Oscar Dominguez
- Béatrice, 1975

### Recueil de nouvelles
- Œdipe au bordel, suivi d'autres contes inconvenants et fantasques, 1993

### Théâtre
- Défense de : divertissement en 42 scènes, 1976
- L'Ange et les Homards, 1988

### Autres publications
- L'Automne sur la mer, 1953
- Les éboueurs ne sont plus en grève, 1973
- Éloge de l'indocilité, 1973
- Le Vocatif, 1981
- Le Charme éprouvé de la bourgeoisie : à propos d'Aragon, 1983
- Le Tombeau de René Char précédé de Mon ami Louis Scutenaire, 1988
- La Paranoïa dans la gloire…. Souvenirs de Dali, 1989
- Portrait d'André Breton suivi de Bavardages et Parodies, Bruxelles, 1989 (avec reproduction du portrait d'André Breton par Roger Van de Wouwer).